# Parc des Aqueducs
Le parc des Aqueducs (en italien : parco degli Acquedotti) est un espace vert de Rome, en Italie. Sept aqueducs le traversent, en hauteur ou en souterrain : l'Anio Vetus, l'Anio Novus, l'Aqua Marcia, l'Aqua Tepula, l'Aqua Julia, l'Aqua Felice et l'Aqua Claudia.

## Description
Le parc des Aqueducs se situe dans le sud-est de Rome, à 8 km du centre-ville, dans le quartier de l'Appio Claudio du municipio VII. Il fait partie du parc régional de l'Appia Antica. La zone de Capannelle est située à proximité, ainsi que la ligne ferroviaire de Rome à Naples. La ligne A du métro passe au nord-est, rendant le parc accessible par les stations Lucio Sestio, Giulio Agricola, Subaugusta et Cinecittà. Des entrées sont disponibles sur la via Lemonia au nord-est, la viale Appio Claudio au sud-ouest et la via delle Capannelle au sud. Il s'étend sur environ 240 ha.
Bien que peu éloigné du centre de Rome, le parc reste protégé du développement urbain et conserve un air de campagne. Au sud et à l'est, l'agriculture est toujours pratiquée et des moutons paissent. Les terrains du parc sont en grande majorité privés.
Le nom du parc vient de la présence de sept aqueducs : six datent de la Rome antique, le dernier de la Renaissance.

## Monuments
Le parc contient de nombreux vestiges archéologiques :
- Aqueducs :
  - Aqueduc de l'Anio Novus (38 - 52)
  - Aqueduc de l'Anio Vetus (272 av. J.-C. - 269 av. J.-C.)
  - Aqueduc de l'Aqua Claudia (38 - 52)
  - Aqueduc de l'Acqua Felice (1585 - 1590)
  - Aqueduc de l'Aqua Julia (33 av. J.-C.)
  - Aqueduc de l'Aqua Marcia (144 av. J.-C. - 140 av. J.-C.)
  - Aqueduc de l'Aqua Tepula (125 av. J.-C.)

- Autres édifices :
  - Campo Barbarico, terrain compris entre la double intersection des aqueducs de l'Aqua Claudia et de l'Aqua Marcia, utilisé en 539 par le roi ostrogoth Vitigès lors de son siège de Rome
  - Hameau de Roma Vecchia (XIIIe siècle)
  - Maison de cantonnier del Sellaretto, sur l'ancienne route ferroviaire Rome-Ceprano (1862)
  - Ruisseau (marrana) de l'Acqua Mariana, fossé artificiel réalisé par le pape Calixte II en 1122
  - Tombe des Cent Marches (tomba dei Cento Scalini)
  - Tor Fiscale, tour du XIIIe siècle av. J.-C., construite à l'intersection des arches des aqueducs de l'Aqua Claudia et de l'Aqua Marcia
  - Villa des Sette Bassi (it), 2e plus grande villa de la banlieue romaine, attribuée à un consul ou un préfet nommé Settimio Basso
  - Villa delle Vignacce (en), attribuée à Quinto Servilio Pudente (IIe siècle)

## Historique

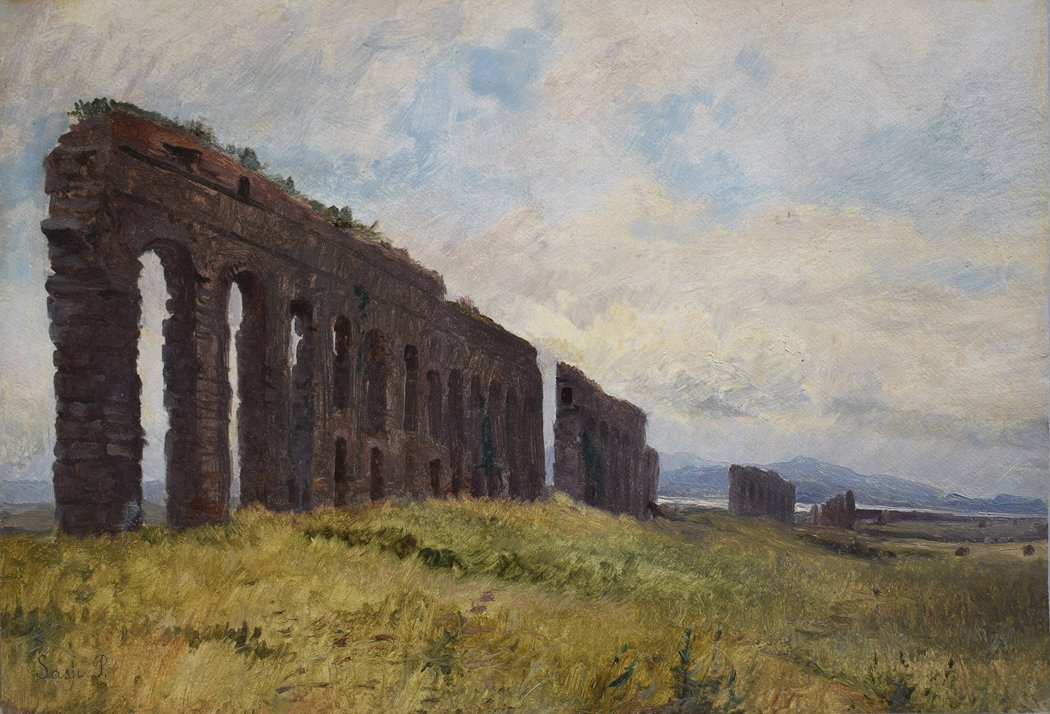
Aqueduc de l'Aqua Claudia dans la campagne romaine, huile sur carton par Pietro Sassi (s.d.),

Le parc des Aqueducs est le reste d'une section de l'Ager romanus qui s'étend à l'origine sans interruption jusqu'au mont Albain.
En 1965, la zone est destinée à devenir un espace vert. Dans les années 1970, des expropriations ont lieu et l'espace est dégagé des bidonvilles qui se sont adossés à l'aqueduc de l'Aqua Felice. Bien que des restaurations des monuments soient envisagées, la zone reste abandonnée et de nouvelles constructions illégales sont entreprises. En 1986, devant l'état de dégradation du lieu et des risques de spéculation immobiliere, un groupe de citoyens créent le comité pour la sauvegarde du parc des Aqueducs et de la Rome antique. Grâce à l'appui de plusieurs intellectuels, comme Lorenzo Quilici, le comité fait inscrire la zone des aqueducs dans le parc régional de l'Appia Antica.

## Cinéma
Du fait de sa proximité des studios cinématographiques de Cinecittà, le parc des Aqueducs est souvent utilisé comme lieu de tournage. Il apparaît notamment dans le prologue de La dolce vita de Federico Fellini (1960) où une statue du Christ est transportée par hélicoptère au-dessus de l'Aqua Claudia. Une grande partie de Mamma Roma de Pier Paolo Pasolini (1962) se passe dans cet espace.